# Spotlight (singel Madonny)
Spotlight – singel amerykańskiej piosenkarki Madonny. Został wydany jedynie w Japonii w celu promocji albumu You Can Dance 25 kwietnia 1988 r.
Piosenka powstała podczas sesji nagraniowych do krążka True Blue. Została napisana przez Madonnę, Stephena Braya i Curtisa Hudsona. Inspiracją przy tworzeniu tego utworu była piosenka amerykańskiego zespołu Sly and the Family Stone "Everybody Is A Star".
Utwór otrzymał mieszane recenzje od krytyków. Osiągnął 68 miejsce na japońskiej tygodniowej liście "Oricon". Została wykorzystany w reklamie Mitsubishi, gdzie Madonna występowała.

## Geneza
W połowie lat osiemdziesiątych muzyka taneczna była bardzo popularna i koncepcja remixu była powszechnie uznawana za nowy kierunek muzyki. Madonna, która była najpopularniejszą piosenkarką tamtej epoki, postanowiła stworzyć remix-album. Powstała kompilacja remiksów najpopularniejszych piosenek zatytułowana You Can Dance. Bonusem był singiel pt. "Spotlight". Madonna powiedziała, że inspiracją była dla niej piosenka "Everybody Is A Star" z 1970 roku. Napisana przez artystkę, Stephena Braya i Curtisa Hudsona piosenka "Spotlight" została nagrana podczas sesji nagraniowych do trzeciego studyjnego albumu True Blue, lecz Madonna odrzuciła ją ze względu na podobieństwo do jej singla "Holiday".
Podczas powstawania You Can Dance piosenkarka zapytała Shepa Pettibone, którą piosenkę z jej albumu  True Blue chciałby zremiksować. Wybrał "Where's the Party". Pomagał mu w tym John "Jellybean" Benitez (nagrał on demo piosenki "Spotlight" podczas nagrywania płyty True Blue).

## Odbiór

### Krytyczny
Mark Bego napisał, że "Spotlight" brzmi płasko oprócz remixów wydanych jako bonusy do albumu You Can Dance. Stephen Thomas Erlewine z Allmusic powiedział, że jest to wyraźnie rozszerzony miks i jest to częścią uroku. Greg Kot podczas słuchania powiedział, że jest dobrym tanecznym utworem w jego kolekcji. Dave Barry z Miami Herald powiedział, że brzmi zaskakująco świeżo. Jan DeKnock, pisząc recenzję dla Orlando Sentinel, powiedział, że "Spotlight" jest jedynym paskudztwem na płycie.

### Listy przebojów
"Spotlight" nie został wydany oficjalnie jako singiel w Stanach Zjednoczonych, dlatego nie kwalifikuje się do listy Billboard Hot 100. Mimo to, stacje radiowe zaczęły grać piosenkę. Piosenka zadebiutowała na 37 miejscu na liście Airplay i była najwyższym debiutem w tygodniu. Po trzech tygodniach utwór był na 32 miejscu, ale w przyszłym tygodniu spadł na pozycję 40. Zadebiutował na 68 miejscu w tygodniowym zestawieniu "Oricon". Pozostał na liście przez 5 następnych tygodni.

## Lista utworów i formaty
- Japan 7" Vinyl

1. "Spotlight" (Single Edit) – 4:33
2. "Where's The Party" (Remix Single Edit) – 7:23

- Japan Mini CD

1. "Spotlight" (Single Edit) – 4:33
2. "Where's The Party" – 4:10

- US 12" Vinyl Promo

1. "Where's The Party" (Extended Remix) – 7:11
2. "Where's The Party" (Dub) – 6:22
3. "Spotlight" (Extended Remix) – 6:34
4. "Spotlight" (Dub) – 4:49

## Twórcy
- Madonna – wokale, tekst
- Stephen Bray – produkcja, tekst
- Curtis Hudson – tekst
- Shep Pettibone – remixy
- John "Jellybean" Benitez – pomoc przy remixach